# Estlandssvensk
Estlandssvensk (svensk: estlandssvenska, estisk: rannarootsi keel) var de svenske dialekter blandt estlandssvenskerne i de tidligere svensksprogede byer på Ormsö, Lilla og Stora Rågö, Nuckö, Nargö, Odensholm, Runö i Rigabugten samt i enkelte egne på Dagö. De estlandssvenske varianter tilhører i lighed med de svenske dialekter i Finland de østsvenske mål og kendetegnes, ligesom dialekterne i det finske Österbotten og sproget på Gotland, ved bevarelsen af de såkaldte "vestnordiske" diftonger, der forekommer i Nordens vestlige og østlige udkantsområder.
Estlandssvensk er omkring år 2000 uddøende, men tales endnu af enkelte ældre mennesker, først og fremmest i Sverige.
Til de oldnordiske diftonger i fx steinn, ey og lauss (dansk sten, ø og løs med monoftong) svarer estlandssvensk /stain/ eller /stäin/, /ai/ eller /äi/ og /läus/. Der er således sammenfald mellem de to første diftonger (hvilket i øvrigt har en parallel i estisk sproghistorie, sammenlign finsk löyly "damp i sauna" med estisk leil). I Österbotten fås endnu /stäin/, /öi/ og /löus/, på Gotland /stain/, /åi/ og /laus/.
Estlandssvensk har ligesom sprogformen på Gotland, men i modsætning til det øvrige svensk og norsk ikke fremskydning ("palatalisering") af /g/ og /k/ foran fortungevokaler, f.eks. gick /gik:/, kind /kind/. Udtalen minder altså her om den danske.
Endvidere bliver oldnordisk /þ/ altid til /t/; det øvrige fastlandsnordisk har også normalt /t/, men dog /d/ i en række hyppige ord, fx du, dem; her har estlandssvensk (og Österbotten-mål) /tʉ:/, /täim/.

## Eksempel på estlandssvensk (nuckömål)
Stick tälknin i stolpan o hälvtor stolpan topa kalkan, säte Halmen o Hälma färe kalkan o ker te Nuckö toka. (estlandssvensk)
Stick täljkniven i stolpen och vält stolpen på kälken, sätt Hjälmen och Hjälma för kälken och kör till Nuckö. (rigssvensk)

## Eksterne links
- Den Andra Stranden (med sprogprøver på estlandssvensk) Arkiveret 28. januar 2017 hos  Wayback Machine